# Ryoko Uno
Ryoko Uno (宇野 涼子, Uno Ryoko), née le 9 novembre 1975, est une joueuse internationale de football japonaise.

## Biographie
Le 3 juin 1991, elle fait ses débuts avec l'équipe nationale japonaise lors de la Coupe d'Asie, contre la Singapour. Elle participe à la Coupe du Monde 1995. Elle compte 6 sélections en équipe nationale du Japon de 1991 à 1996.

## Statistiques
Le tableau ci-dessous présente les statistiques de Ryoko Uno en équipe nationale
| Équipe du Japon | Équipe du Japon | Équipe du Japon |
| Année           | Matchs          | Buts            |
| --------------- | --------------- | --------------- |
| 1991            | 1               | 0               |
| 1992            | 0               | 0               |
| 1993            | 4               | 0               |
| 1994            | 0               | 0               |
| 1995            | 0               | 0               |
| 1996            | 1               | 0               |
| Total           | 6               | 0               |

## Palmarès
- Finaliste de la Coupe d'Asie 1991
- Troisième de la Coupe d'Asie 1993